# Мельник Галина Петрівна
Галина Петрівна Мельник (8 грудня 1926, місто Кременець, тепер Тернопільської області — 15 серпня 1994, місто Бережани Тернопільської області) — українська радянська діячка, вчителька, директор Урманської восьмирічної школи Бережанського району Тернопільської області. Депутат Верховної Ради УРСР 5—6-го скликань.

## Біографія
Народилася у родині кременецького залізничника Петра Захарчука. Трудову діяльність розпочала на початку 1940-х років у ткацькій майстерні Галіцинського у місті Крем'янці.
Закінчила Кременецький педагогічний інститут Тернопільської області.
З 1953 року — вчителька біології, директор Урманської восьмирічної школи Бережанського району Тернопільської області.
Потім — на пенсії у місті Бережанах Тернопільської області.

## Нагороди
- медалі
- «Відмінник народної освіти Української РСР»